# Pterolophia matsushitai
Pterolophia matsushitai là một loài bọ cánh cứng trong họ Cerambycidae.